# Билл, Тони
Тони Билл (англ. Tony Bill; 23 августа 1940, Сан-Диего, Калифорния, США) – американский актёр, продюсер, режиссёр.

## Биография
До 1962 года изучал английскую филологию и искусство в элитном  Университете Нотр-Дам.
Свою карьеру в киноиндустрии начал как актёр в 1963 году в роли Бадди Бейкера, богатого воображением младшего брата главного героя ( Фрэнка Синатры ) в фильме Бада Йоркина «Приди и протруби в свой рог» . Затем снялся в роли рядового Джерри Мельцера в комедии Ральфа Нельсона «Солдат под дождем» (1963) вместе с Джеки Глисоном , Стивом МакКуином и Тьюзди Уэлд.
Участвовал в фильмах известных режиссеров, в том числе Стивена Спилберга и Фрэнсиса Форда Копполы. Однако хотел стать режиссером и в 1971 году стал продюсером. Вместе с Майклом и Джулией Филлипс организовал продюсерскую компанию, снявшую два полнометражных фильма, дорожную комедию Deadhead Miles («Порожняк», 1973) с Аланом Аркиным и криминальную комедию «Его лучший номер» ( «Steyard Blues» , 1973) с Дональдом Сазерлендом и Джейн Фонда.
В 1973 году его полнометражный фильм «Афера» стал одним из самых кассовых фильмов в истории и принёс ему получившую семь премий Оскар, в том числе за лучший фильм.
В 1980 году дебютировал в качестве режиссёра с фильмом «Мой телохранитель» с Адамом Болдуином.
С тех пор снял ряд других картин, а также многочисленные рекламные ролики и эпизоды телесериалов. Тони преподавал и читал лекции в различных университетах. Работал в Совете управляющих и попечителей Американской киноассоциации, а также в совете Фонда общественного правосудия, активно занимался общественными работами.
Выступил режиссёром 33 фильмов. Как актёр сыграл в более 70 фильмах. Продюсировал 18 кино и телефильмов.
Женат на Хелен Бартлетт, своём продюсере/партнере в Barnstorm Films, имеет двух дочерей.

## Избранная фильмография
- 1968: Полярная станция «Зебра» (актёр)
- 1969: Охрана замка (актёр)
- 1975: Шампунь (актёр)
- 1978: Ты одна дома? (актёр)
- 1979: Красиво уйти (режиссёр)
- 1980: Мой телохранитель (режиссёр)
- 1982: Шесть недель (режиссёр)
- 1985: Большое приключение Пи-Ви (актёр)
- 1987: Пять углов (режиссёр)
- 1987: Детективное агентство «Лунный свет» (сезон 4, Дэйв твердая рука)
- 1987: Меньше чем ноль (актёр)
- 1990: Сумасшедшие люди (режиссёр)
- 1993: Наш собственный дом (режиссёр)
- 1993: Дикое сердце (режиссёр)
- 1997: Оливер Твист (режиссёр)
- 2006:Эскадрилья «Лафайет» (режиссёр)
- 2008-2009: Грабь награбленное (телесериал) (режиссёр, сезон 1, серия 9)